# Marian Mieszkowski

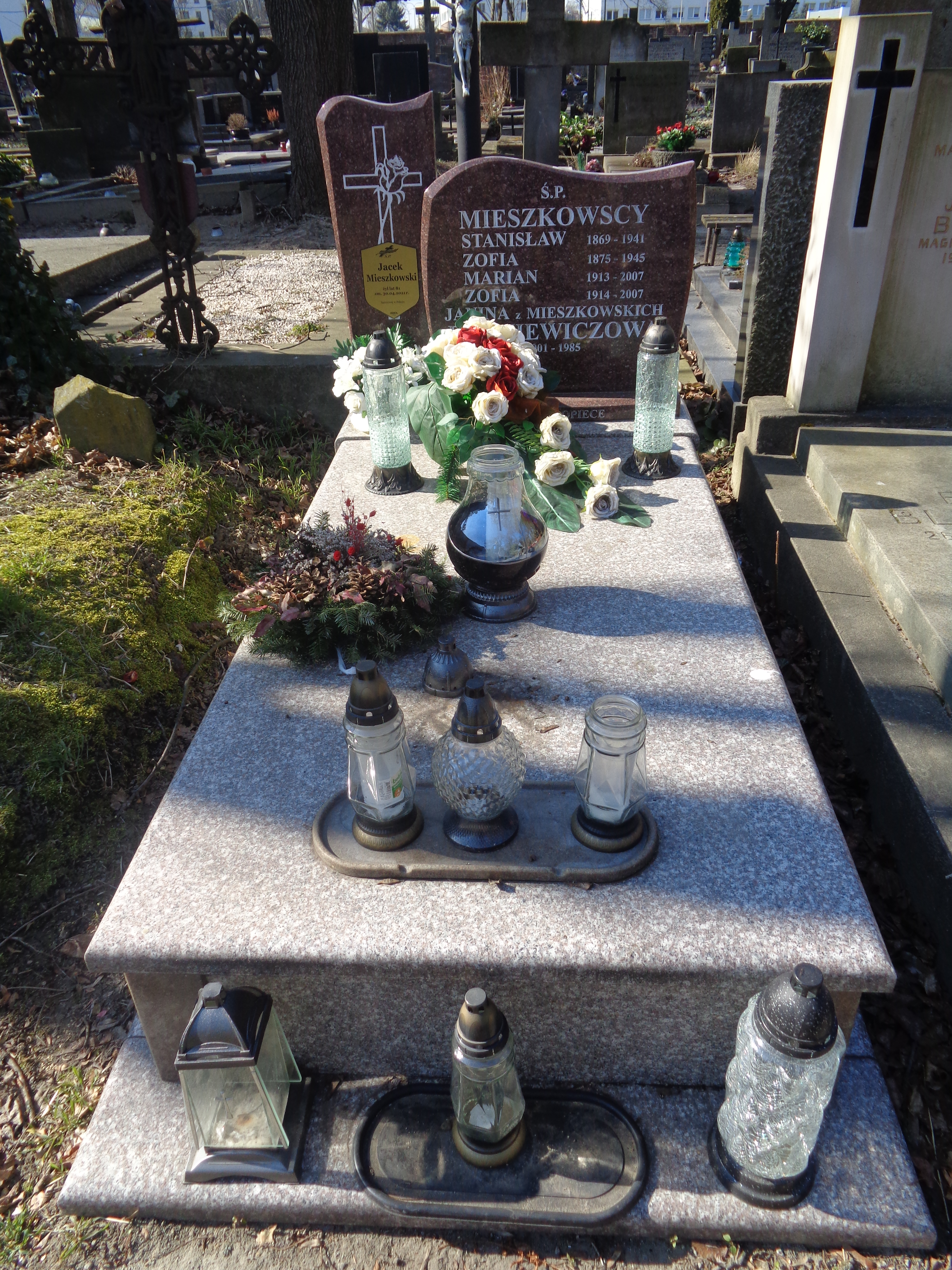
Nagrobek Mariana Mieszkowskiego na cmentarzu Powązkowskim

Marian Mieszkowski (ur. 17 stycznia 1913 w Tomaszowie Lubelskim, zm. 4 września 2007) – polski specjalista w zakresie ciepłownictwa, wykładowca akademicki, autor szeregu artykułów i opracowań naukowych, inicjator i pionier konstrukcji urządzeń pomiarowych mocy silnika w Polsce, honorowy członek  Stowarzyszenia Inżynierów i Techników Mechaników Polskich (SIMP), inicjator powstania i współorganizator Muzeum i Księgi Pamięci Politechniki Łódzkiej, oraz przewodniczący Komitetu Budowy Pomnika jej pierwszego rektora prof. Bohdana Stefanowskiego, Honorowy Obywatel Miasta Łodzi

## Życiorys
Syn Stanisława. Ukończył Sekcję Samochodową na Wydziale Mechanicznym Politechniki Warszawskiej w 1939 roku.
Podczas okupacji niemieckiej, w latach 1939–1945, był asystentem prof. Bohdana Stefanowskiego, w ramach działalności podziemnej uczestniczył w tajnym nauczaniu, a od 1942 roku, kierował Laboratorium Maszyn Cieplnych w Katedrze Termodynamiki Technicznej i Laboratorium Maszyn w uruchomionej przez okupanta Państwowej Wyższej Szkole Technicznej. Po wybuchu powstania warszawskiego zgłosił się na ochotnika 3 sierpnia 1944 roku, nosił ps. „Szczur”. Brał udział w walkach o Śródmieście.
Po zakończeniu okupacji od 1945 roku, pełnił funkcję szefa zabezpieczenia zrujnowanej wskutek działań wojennych Politechniki Warszawskiej, oraz był uczestnikiem tworzenia Politechniki Łódzkiej. W Politechnice Łódzkiej wykładał termodynamikę specjalizując się w pomiarach cieplnych. W latach 1958–1960 był prodziekanem Wydziału Mechanicznego PŁ, w latach 1969–1970 kierownikiem Katedry Techniki Cieplnej, a następnie współorganizatorem i wicedyrektorem do 1983 roku. Instytutu Techniki Cieplnej i Chłodnictwa. Był także w latach 1964–1979 Pełnomocnikiem Rektora do spraw Bezpieczeństwa, Higieny Pracy i Zdrowia, organizując przy tym  Laboratorium Toksykologiczne w Politechnice Łódzkiej. W latach 1971–1977 Marian Mieszkowski był współzałożycielem oraz pierwszym przewodniczącym Koła SIMP przy Politechnice Łódzkiej. W 1985 roku objął stanowisko rzecznika ds. rzeczoznawstwa Oddziału Łódzkiego SIMP. Następnie, w latach 1994–2002, pełnił funkcję zastępcy przewodniczącego Komisji Kwalifikacyjnej Rzeczoznawców SIMP przy Zarządzie Głównym z siedzibą w Łodzi. Organizator i pierwszy prezes Koła SIMP w PŁ, oraz wieloletni członek jego władz. Członek Komisji Kwalifikacyjnej Rzeczoznawców SIMP. Członek honorowy Stowarzyszenia Wychowanków Politechniki Łódzkiej.
Był redaktorem trzech, oraz współautorem siedmiu kolejnych mutacji podręcznika akademickiego pt. „Pomiary cieplne i energetyczne” (ISBN 83-204-0698-6). Został wyróżniony nagrodą indywidualna I stopnia Ministerstwa Szkolnictwa Wyższego i Nauki.  
Pochowany 24 września 2007 roku, na cmentarzu Powązkowskim w Warszawie (kwatera 344-5-9). 

## Ordery i odznaczenia
- Krzyż Kawalerski Orderu Odrodzenia Polski[3]
- Srebrny Krzyż Zasługi z Mieczami[3]
- Medal Wojska
- Warszawski Krzyż Powstańczy[3]
- Srebrny Krzyż Zasługi (28 września 1954)[1]
- Medal 10-lecia Polski Ludowej (15 stycznia 1955)[7]
- Medal Komisji Edukacji Narodowej
- Odznaka „Za Zasługi dla Miasta Łodzi”
- Odznaka „Zasłużony dla Politechniki Łódzkiej”
- Odznaczony także wszystkimi honorowymi odznaczeniami SIMP i NOT, w tym Odznaką im. prof. Henryka Mierzejewskiego.[4]